# Renato Scarpin
Renato Scarpin Jr. (Curitiba, 24 de agosto de 1971) é um ator brasileiro.

## Biografia
Aos 8 anos ingressou no escotismo. Foi lobinho dos 8 aos 10, escoteiro dos 10 aos 15, onde recebeu a graduação “Escoteiro Liz de Ouro” – a maior graduação escoteira, dos 15 aos 18 foi sênior, dos 18 aos 19 foi pioneiro e chefe.
Começou a trabalhar muito cedo. Aos 15 anos já dirigia caminhão. Quando ingressou na faculdade de Engenharia Civil, na Pontifícia Universidade Católica do Paraná, trabalhava com caminhão fazendo fretes. Após se formar engenheiro, foi trabalhar na Alemanha como engenheiro de obras.
Quando voltou da Alemanha fez alguns trabalhos como modelo e decidiu se inscrever no curso de teatro “Pé no Palco” da Fátima Ortiz em Curitiba. Após vários cursos, profissionalizou-se ator em 1996 fazendo espetáculos teatrais concomitantes à engenharia. Em 1997 abandonou definitivamente a carreira de engenheiro e se dedicou exclusivamente às artes cênicas.
Em 1998 foi morar no Rio de Janeiro onde fez suas primeiras participações na Rede Globo. Em 2000 retornou à Curitiba para fazer duas peças de teatro e em 2001 mudou-se de vez para São Paulo, onde reside atualmente.
Em 2004 fez sua primeira grande aparição nacional, com o personagem “Joaquim”, o padeiro português de “Um Só Coração”, sobrinho do personagem de Paulo Goulart e par romântico de Maria Fernando Cândido.
Após a minissérie, atuou em telenovelas da Record, do Sbt e da Band. Também atuou em longas, médias e curtas metragens e diversas Webséries.
No teatro, realizou trabalhos inúmeros trabalhos como ator, autor e diretor. Ficou 10 anos em cartaz com o monólogo cômico de sua autoria "Egolindo Sapo Pra Um Dia Comer Perereca".
Em 2011 foi apresentador do Tv Soberano na BandSports. 
Co-fundador da Fábrica de Homenagem junto com a atriz Maritta Cury.

## Filmografia

### Trabalhos na televisão
| Ano  | Título             | Personagem                  | Emissora    |
| ---- | ------------------ | --------------------------- | ----------- |
| 2014 | Sexo e as Negas    | Cliente do Restaurante      | Rede Globo  |
| 2014 | Chiquititas        | Diretor Reinaldo            | SBT         |
| 2012 | Avenida Brasil     | Jean Miguel                 | Rede Globo  |
| 2010 | Uma Rosa com Amor  | Freitas                     | SBT         |
| 2008 | Água na Boca       | Guido Bellini               | Band        |
| 2007 | Amigas e Rivais    | Padre Emiliano              | SBT         |
| 2006 | Bicho do mato      | Joel Mesquita               | Rede Record |
| 2005 | Esmeralda          | Marcelo                     | SBT         |
| 2004 | Um Só Coração      | Joaquim Ferreira dos Santos | Rede Globo  |
| 2000 | Vila Madalena      | Lúcio                       | Rede Globo  |
| 1999 | Malhação           | Dr. Armando                 | Rede Globo  |
| 1999 | Andando nas nuvens | Tales                       | Rede Globo  |
| 1999 | Mulher             | Edgar                       | Rede Globo  |
| 1998 | Torre de Babel     | Plínio                      | Rede Globo  |

## Trabalhos no cinema/web
- 2019 - Bois, Raposas e Crocodilos - direção Calixto Hakin
- 2019 - Paulo de Tarso e a História do Cristianismo Primitivo - direção André Marouço
- 2018 - Pegou Mau - direção Jean di Barros
- 2018 - Lavou Tá Novo - direção Jean di Barros
- 2018 - Nem Tudo é Verdade - direção Miguel Rodrigues
- 2018 - As 4 Estações - direção Guilherme Rony
- 2017 - País do Futuro - direção Jean di Barros
- 2016 - O que tem Pra Hoje - direção Paulo Leierer
- 2014 - Atormentados - no Gshow - direção Alexia Maltner
- 2012 - A Turma da Rua XV - direção Alexandre Cruz
- 2011 - Minha Voz, Minha Vida - direção Davidson Fiúza
- 2006 - Mulheres do Brasil - direção Malu di Martino
- 2004 - O Diário de Lory Lamb - direção Sung Sfai
- 2004 - Heróis da Liberdade - direção Lucas Amberg
- 2001 - O Retrato de Brenda - direção Geraldo Morais
- 2001 - Agora É Que São Elas - direção João Luiz Fiani
- 2000 - Chatô, o Rei do Brasil - direção Guilherme Fontes
- 2000 - Sangue Azul - direção Paulo Morelli
- 1998 - Imagens distorcidas - direção Calixto Haquin

## Teatro como ATOR
- 2019 - 5 Homens e Um Segredo - texto de Aloísio de Abreu - direção Alexandre Reinecke
- 2018 - Depois Daquela Noite - texto de Carlos Fernando Barros - direção Eduardo Martini
- 2017 - Comédia do Além - texto de Aziz Bajur - direção de Carla Fioroni
- 2016 a 2017 - Trais e Coçar é só Começar - texto de Marcos Caruso - direção José Scavazinni
- 2016 - Deus nos Sacuda - texto de Jean di Barros e Renato Scarpin - direção Renato Scarpin
- 2011 - Sem Medida - texto de Wagner Silvestrin e direçâo de Victor Garcia Peralta
- 2010 a 2018 - Engolindo Sapo Pra Um Dia Comer Perereca - texto e direçâo de Renato Scarpin[3]
- 2009 - Mãos ao alto SP - texto de Paulo Goulart e direção de Fernando Ceilão
- 2009 - De artista e louco todo mundo tem um pouco - texto de Ronaldo Ciambroni e direção de Hiram Ravache
- 2008 - Motel Paradiso - texto de Juca de Oliveira e direção Roberto Lage
- 2006 - Eles Complicam Tudo - texto Ênio Gonçalves e direção Kiko Jaez
- 2005 - Sossego e turbulência no Coração de Hortênsia - texto de José Antônio de Souza e direção Marcio Aurélio
- 2005 - Belinha Adormecida - texto e direção Maria Duda
- 2004 - Sábado, Domingo e Segunda - texto de Eduardo di Fillipo e direção de Bárbara Bruno
- 2004 - Comunhão de Bens - texto de Alcione Araújo e direção de Maria Duda
- 2003 - Caos Leminski - texto Paulo Leminski e direção Chico Pennafiel
- 2002 - Romeu e Julieta - texto William Shakespeare e direção Willian Pereira
- 2001 - Vidas Calientes - texto de Luque Daltrozo e direção Fernando Peixoto
- 2000 - Fica Comigo Esta Noite - texto de Flávio de Souza e direção Chico Nogueira
- 2000 - Caos Leminski - texto de Paulo Leminski e direção Chico Pennafiel
- 2000 - Vampiro num Poço de Poesias - texto Dalton Trevisan e direção Chico Pennafiel
- 1999 - Por Telefone - texto Antônio Fagundes e direção Chico Nogueira
- 1999 - Mineiros da Desgraça - texto de Quintino Bocaiúva e direção Edson Werneck
- 1997 - O Rinoceronte -  texto Eugène Ionesco e direção João Luis Fiani
- 1997 - Mário Quintana - texto Mário Quintana e direção João Luis Fiani
- 1996 - Blood Mary - texto e direção Chico Terra
- 1995 - Nom Plus Ultra - coletânea e direção Fátima Ortiz
- 1995 - Tuiuti Conta Zumbi - texto Gianfrancesco Guarnieri e direção Saul D`Ávila

## Teatro como DIRETOR
- 2019   Do Abismo às Estrelas - adaptação de Lurimar Vianna do Livro homônimo de Divaldo Franco/Victor Hugo
- 2019   Engolindo Sapo -  texto e direção de Renato Scarpin -  interpretação Rodrigo Nascimento
- 2017   Quem Ama Bloqueia  - texto de Renato Bellamin
- 2017   M.E.D.O  - texto de Sidney Bretanha
- 2016   Deus nos Sacuda  - texto de Jean di Barros e Renato Scarpin
- 2014   “Amor e Musica”  - texto de Patrícia Nacarato
- 2014   “Amigos...”  -  texto de Sidney Bretanha
- 2013   “ÓEUAIÓ” - texto de Sidney Bretanha
- 2012 a 2015   “Mulheres, Tanta coisa em Comum” - texto de Renato Scarpin
- 2010   “Chico” texto de Mauro Judice
- 2010   “Loucura Centenária” - texto de Sidney Bretanha
- 2009   “Proposta Indecente” - texto de Renato Scarpin
- 2009 a 2018   “Engolindo Sapo Pra Um Dia Comer Perereca” texto de Renato Scarpin
- 2008   “A filha do Sol” texto de Maria Dudah
- 2005   “Comunhão de Bens” texto de Alcione Araújo